# Мичуриха (Ярославская область)
Мичуриха — посёлок в Гаврилов-Ямском районе Ярославской области. Входит в состав Шопшинского сельского поселения.

## История
В 1968 г. указом президиума ВС РСФСР поселок при Шопшинском кирпичном заводе переименован в Мичуриха.

## Население
| 2007 | 2010 |
| ---- | ---- |
| 54   | ↘39  |